# Shine (álbum de Mother Love Bone)
Shine é o primeiro EP da banda americana Mother Love Bone, lançado em 20 de março de 1989 por meio da Stardog/Mercury Records.

## Visão Global
O EP foi gravado em janeiro de 1989 no London Bridge Studios em Seattle, Washington, com o produtor Mark Dearnley. O EP foi mixado por Dearnley. A arte da capa foi fotografada por Charles Peterson. Com exceção dos mais de oito minutos de duração de "Chloe Dancer/Crown of Thorns" a maioria das canções aqui inspira-se no lado mais cru da banda. As composições sonhadoras do vocalista Andrew Wood são cantadas em um tenor fortemente reminiscente de Robert Plant, frontman do Led Zeppelin. O grupo se tornou o primeiro da nova safra de bandas de Seattle a ter um lançamento por uma grande gravadora. O disco vendeu bem e rapidamente aumentou o hype em torno da banda. John Book da Allmusic disse que "O disco contribuiu para o buzz sobre a cena musical de Seattle." A maioria das faixas foram posteriormente relançadas no Mother Love Bone (Também conhecido como Stardog Champion), coletânea de 1992.
| Críticas profissionais                                                      | Críticas profissionais |
| Avaliações da crítica                                                       | Avaliações da crítica  |
| Fonte                                                                       | Avaliação              |
| --------------------------------------------------------------------------- | ---------------------- |
| allmusic                                                                    | [ 1 ]                  |
| Esta tabela precisa de ser acompanhada por texto em prosa. Consulte o guia. |                        |

## Faixas
Todas as letras escritas por Andrew Wood, todas as músicas compostas por Jeff Ament, Stone Gossard, Bruce Fairweather, Greg Gilmore e Wood.
| N.º            | Título                         | Compositor(es) | Duração |  |
| 1.             | "Thru Fadeaway"                | Wood           | 3:40    |  |
| 2.             | "Mindshaker Meltdown"          | Wood           | 3:47    |  |
| 3.             | "Half Ass Monkey Boy"          | Wood           | 3:18    |  |
| 4.             | "Chloe Dancer/Crown of Thorns" | Wood           | 8:20    |  |
| Duração total: | Duração total:                 | Duração total: | 19:05   |  |

| CD bônus track |                    |                |         |  |
| N.º            | Título             | Compositor(es) | Duração |  |
| 1.             | "Capricorn Sister" | Wood           | 5:59    |  |

↑ I "Capricorn Sister" contém o faixa escondida "Zanzibar" em 4:07

## Integrantes
Mother Love Bone
- Jeff Ament – Baixo, o conceito
- Bruce Fairweather – Guitarra
- Greg Gilmore – Bateria
- Stone Gossard – Guitarra
- Andrew Wood – Vocal, Piano

Produção
- Michael Bays – Direção de Arte
- Mark Dearnley – produtor, Mixagem
- Klotz – design
- Charles Peterson – Fotografia